# Il motel della paura
Il motel della paura (Bates Motel) è un film per la televisione del 1987 diretto da Richard Rothstein e interpretato da Bud Cort, Lori Petty e Moses Gunn. È uno spin-off non canonico del film del 1960 Psyco ed è originariamente un film pilota per una serie televisiva poi non prodotta.

## Trama
Alex West è un ragazzo mentalmente disturbato, messo in manicomio per aver ucciso il patrigno violento. Il suo compagno di stanza è Norman Bates. Dopo la morte di quest'ultimo, 22 anni dopo, Alex constata che nella volontà di Norman egli è erede del "Bates Motel" e della villa adiacente. Alex si reca a Fairville (rinominata dal Fairvale del Psyco originale) e viene aiutato da una adolescente soprannominata Willie per riaprire il motel, ma iniziano ad accadere strane cose.

## Produzione
Il film, diretto e sceneggiato da Richard Rothstein, fu prodotto da George Linder e Ken Topolsky per la Universal TV e girato a Los Angeles, Burbank e negli Universal Studios a Universal City, in California.

## Distribuzione
Il film fu trasmesso negli Stati Uniti il 5 luglio 1987 con il titolo Bates Motel sulla rete televisiva NBC.
Alcune delle uscite internazionali sono state:
- in Germania Ovest nel novembre del 1987 (in anteprima)
- in Italia (Il motel della paura)

### Promozione
Le tagline sono:
- "Norman may be gone, but the hotel lives on!".
- "You can check in but you can't check out of The Bates Motel!".
- "Under new management".